# Corrida de vetores

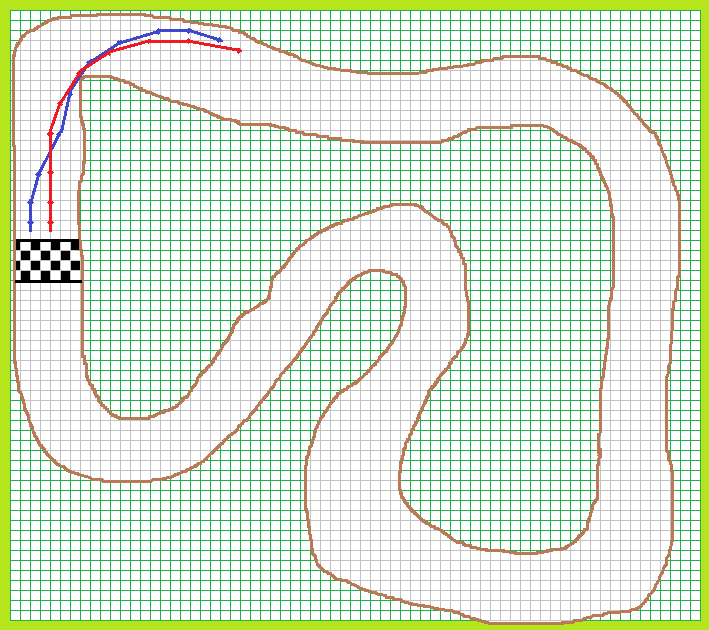
exemplo de tabuleiro de corrida de vetores desenhado em papel

Corrida de vetores, corrida vetorial, corrida de setinhas ou ainda Fórmula 1 é um jogo de corrida para ser jogado com papel e caneta. O jogo se baseia na Física e evoca noções de aceleração, velocidade e direção. O jogo é desenhado em uma folha de papel quadriculado (algumas vezes papel milimetrado pode ser usado). O jogo simula uma corrida entre dois ou mais participantes. As regras para a movimentação representam um carro com uma certa inércia e limites físicos na tração. Assim, os carros vão deixando "linhas de corrida" ao longo da pista, lembrando muito de perto como os carros de corrida realmente se movem. O jogo requer alguma previsão e planejamento para que haja sucesso. Por exemplo, antes de uma curva, os jogadores devem reduzir a velocidade para que não façam curvas abertas demais ou até mesmo saiam da pista. O jogo é popular como ferramenta educacional para ensino de vetores.

## O jogo básico
As regras aqui são explicadas em termos simples. Como se segue a partir da seção posterior, se o conceito matemático de vetores é conhecido, algumas das regras poderão ser indicadas mais brevemente. As regras também podem ser expressas em termos de conceitos físicos de velocidade e aceleração.

### A pista
Em uma folha de papel quadriculado (ou reticulado), uma pista à mão livre é desenhada como o limite externo da pista. Uma elipse grande pode ser desenhada para um primeiro jogo, mas algumas irregularidades e curvas sinuosas tornam o jogo mais interessante. Um contorno é desenhado dentro do primeiro.  Pode ser mais ou menos paralelo com a pista externa, ou ter alguns contornos mais amplos ou mais estreitos, visando criar algumas dificuldades na corrida. O traçado pode ter algumas chicanes ou ainda algumas ilhas no meio da pista. Uma linha reta é desenhada em qualquer lugar ao longo dos dois laços. Esta é a linha de partida e de chegada. Pode ser desenhado opcionalmente uma área quadriculada conforme mostra a figura. Se escolhe então um sentido. por exemplo, o sentido dos ponteiros do relógio.

### Preparação para o Jogo

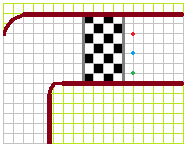
Largada de uma corrida de vetores com 3 participantes

Cada jogador deve ter uma cor de caneta ou lápis diferente, para identificação na corrida. Se sorteia a ordem dos jogadores. Cada jogador marca uma "bolinha" com a sua cor apropriada representando seu carro na linha de largada em cada interseção do quadriculado  (para que haja uma compensação, se sugere que a escolha da posição na largada seja feita em ordem inversa da ordem de movimento). Opcionalmente se pode representar também um símbolo para cada jogador (como x e o) para aumentar ainda mais a facilidade de identificação de cada carro.

### Pontos de referência e pontos circunvizinhos

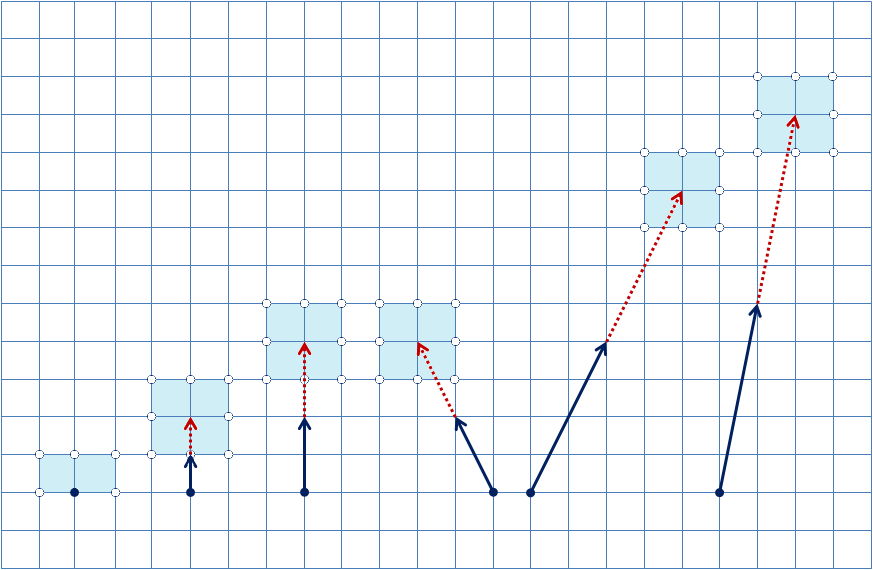
Pontos de referência para diversos vetores. O movimento atual é a seta em azul. O ponto de referência é a ponta da seta vermelha, refletindo um movimento de inércia.

O ponto de referência, ou ponto de inércia é um ponto imaginário que reflete o próximo movimento, caso nem a direção nem o módulo do vetor sejam alterados. Ou seja, é o mesmo vetor (uma vez que a direção e o módulo são os mesmos), onde o ponto inicial do próximo movimento se localiza no fim do movimento anterior. Este é um conceito chave no jogo, pois se um jogador calcula mal o ponto de referência de sua próxima jogada, pode tomar decisões erradas que em última instãncia o levarão a fazer um mal traçado ou até mesmo sair da pista.  Na figura ao lado para cada movimento atual representado em azul se aponta o ponto de referência como sendo a ponta da seta imaginária (tracejada) em vermelho. Ao redor de cada ponto de referência são assinalados 8 pontos circunvizinhos que traduzem a possibilidade opcional do jogador de alteração do movimento atual. A única exceção é o ponto inicial, onde não é permitido o movimento para trás. Deste modo só são representados 5 pontos circunvizinhos (na prática somente os 3 pontos adiante são jogadas efetivas se o jogador está jogando para ganhar).
Matemáticamente falando, cada movimento pode ser representado por um vetor. Por exemplo, um movimento duas casas para a direita e quatro para cima pode ser representado pelo vetor (2,4).
A regra de movimento permite a mudança para um dentre os oito vizinhos além do ponto de referência. Isto permite alterar cada uma das coordenadas do vetor por ± 1. Por exemplo, se a jogada anterior era (2,4), o próximo pode ser qualquer um dos nove seguintes:
(1,5) (2,5) (3,5)
(1,4) (2,4) (3,4)
(1,3) (2,3) (3,3)
Se cada rodada representa um segundo e cada quadrado representa 1 metro, o vetor que representa cada movimento é um vetor velocidade em metros por segundo. Já a aceleração permite valores de até √2 metros por segundo ao quadrado.

### Movimentação

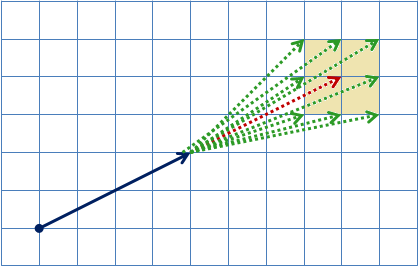
Os 9 possíveis movimentos a partir do movimento anterior

Para fazer o seu movimento, o jogador deve escolher ou o ponto de referência ou um dos pontos circunvizinhos ao ponto de referência e traçar uma nova reta terminada com uma flecha (ou o símbolo do jogador como o ou x) entre a posição anterior e a nova posição. Todos os movimentos devem ser de um ponto de grade para outro ponto da grade.
- A primeira jogada de cada jogador deve ser um dos oito vizinhos de sua posição inicial. (O jogador também pode optar por ficar parado.)

- A cada turno, depois disso, o jogador pode optar por mover igual número de casas na mesma direção como no turno anterior, ou seja, ao ponto de referência ou o jogador também tem a escolha de qualquer um dos oito pontos circunvizinhos do ponto de referência.

- Os carros devem permanecer dentro dos limites da pista. Isso se aplica a todo o comprimento do movimento, não apenas o início e fim. Se um jogador é incapaz de se mover de acordo com as regras, o jogador bate (veja abaixo).

Assim, se a jogada anterior do jogador por exemplo, foi dois quadrados para a esquerda e quatro quadrados para cima, então o próximo passo será levar o carro a dois quadrados mais para a esquerda e quatro para cima de onde foi o início do movimento, ou a qualquer um dos oito pontos vizinhos do ponto de referência.

### Batidas

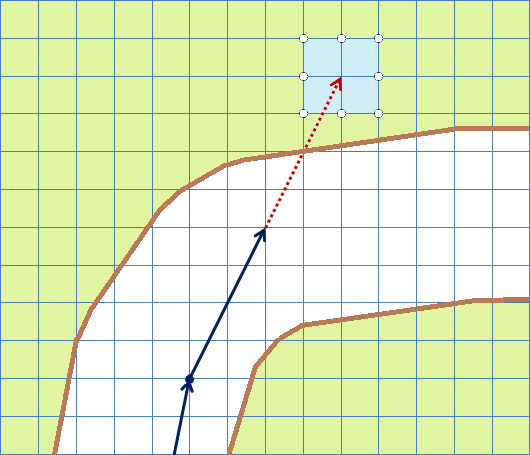
Situação na qual a saída pista é inevitável. Todos os pontos que circundam o ponto de referência caem fora da pista.

No caso de não ser possível permanecer na pista, ou seja, todos os pontos possíveis para o próximo movimento caem fora da pista, o jogador bate. Neste caso o jogador perde a vez e deverá iniciar na próxima jogada com velocidade zero. O jogador deve escolher um ponto próximo entre a interseção da linha traçada quando bateu e a linha da pista.

### Vitória
O jogador que alcança a linha de chegada em primeiro lugar é o vencedor da prova. Os demais competidores vão sendo classificados conforme a ordem de chegada. Pode-se como em um campeonato de Fórmula 1, se atribuir pontos para cada colocação.

## Regras adicionais e alternativas
Combinando as seguintes regras de várias maneiras, há muitas variantes do jogo.

### A pista
A pista não precisa ser uma curva fechada; as linhas de partida e de chegada podem ser diferentes.
Antes de começar a jogar, os jogadores podem passar pela pista, concordando com antecedência sobre cada ponto de grade próximo aos limites da pista para decidir quanto à possibilidade de o ponto estar dentro ou fora da pista.
Alternativamente, a pista pode ser desenhada só com linhas retas e com cantos em pontos da grade única. Isso elimina a necessidade de decidir os pontos duvidosos. Os jogadores podem ser autorizados a tocar as paredes, mas não atravessá-las.

### Os movimentos
Em vez de permitir movimentos para qualquer um dos oito pontos vizinhos do ponto de referência, pode-se usar a regra dos quatro vizinhos, limitando o movimento ao ponto de referência e a um dos seus quatro vizinhos mais próximos.
Ao desenhar a pista, regiões escorregadias com derramamento de óleo podem ser marcadas, nas quais os carros não podem alterar a velocidade de fato, ou apenas de acordo com a regra de quatro vizinhos. A regra pode por exemplo, se aplicar a todos os movimentos iniciando na região escorregadia.
Na pista pode ser também algumas regiões turbo com um número e uma seta em uma das oito direções. Quando o veículo passa por esta área, o seu ponto principal é movido pelo número de quadrados escrito na área turbo na direcção da seta.

### Colisões e acidentes
Carros podem ser autorizados a ocupar o mesmo ponto simultaneamente. No entanto, a regra mais comum e divertida é que os segmentos de linha podem se cruzar, mas um carro não pode se mover para ou através de um ponto da grade que esteja ocupado por um outro carro, pois iria colidir.
Se pode ter uma regra exigindo que os jogadores tentem evitar colisões, mas tal regra requer alguma interpretação. Outra possibilidade é penalizar colisões de alguma forma, mas não impedi-las totalmente.
Um jogador que saia fora da pista pode ser autorizado a continuar da seguinte maneira: O carro deve frear (diminuir sua velocodade a 0) e, em seguida, entrar na pista novamente cruzando a fronteira em um ponto por trás daquele por onde saiu. Em alta velocidade isso vai levar um número considerável de movimentos.
Uma outra possibilidade seria punir o jogador fazendo-o perder sua a vez, para não o prejudicar muito. Ojogador reiniciaria em um ponto próximo a borda por onde colidiu ou saiu e iniciaria com velocidade 0.
Outra possibilidade é acrescentar "pontos de dano" para qualquer carro que saia fora da pista, um para cada quadrado do último movimento, o carro freia, mas pode re-entrar na pista em qualquer lugar. Quando, digamos, 5 pontos de dano são alcançados, o carro não pode mais correr.
Alguns conjuntos de regras permitem que o segmento de reta que representa um movimento possa cruzar a fronteira duas vezes, com os pontos de início e fim dentro da pista. No entanto, com pistas muito complicadas, isso pode permitir que alguns atalhos resultem em benefício aos corredores que saiam da pista.

### Vitória
No final do jogo, pode-se concluir o turno de todos os jogadores. Por exemplo, com três jogadores A, B e C (a partir desta ordem), se B é o primeiro a cruzar a linha de chegada, a C é permitido mais um passo para completar o ciclo ABC. O vencedor é o jogador cujo carro passe a maior distância para além da linha de chegada.
Mesmo com a regra da colisão comum mencionada acima é usada, ainda há uma considerável vantagem em mover-se em primeiro lugar. Isso pode ser parcialmente contrabalançado fazendo-se os jogadores escolherem seus pontos de partida individuais na ordem inversa. Por exemplo, primeiro C escolhe um ponto de partida, então B, então A. Então, A faz o primeiro movimento, seguido de B, então C.

## História e utilização contemporânea
As origens do jogo são desconhecidos, mas certamente já existia na década de 1960, e é relatado ter sido inventado por engenheiros. Considerando a estreita relação com a física, isto é bastante plausível. Hoje, o jogo é usado por professores de matemática e física em todo o mundo quando o ensino de vetores e cinemática. No entanto, o jogo tem um certo charme próprio, e pode ser jogado por pura recreação.